# Cyproconazole
Le cyproconazole est une substance active de produit phytosanitaire (ou produit phytopharmaceutique, ou pesticide), qui présente un effet fongicide, et qui appartient à la famille chimique des triazoles.

## Réglementation
Sur le plan de la réglementation des produits phytopharmaceutiques :
- pour l’Union européenne : cette substance active est en révision en vue de l'inscription à l’annexe I de la directive 91/414/CEE et le taux de résidus de ce pesticide dans les aliments est réglementé en Europe (réglementation 2012[3]).
- pour la France : cette substance active est autorisée dans la composition de préparations bénéficiant d’une autorisation de mise sur le marché.

## Caractéristiques physico-chimiques
Les caractéristiques physico-chimiques dont l'ordre de grandeur est indiqué ci-après, influencent les risques de transfert de cette substance active vers les eaux, et le risque de pollution des eaux :
- Hydrolyse à pH 7 : très stable,
- Solubilité : 140 mg L−1,
- Coefficient de partage carbone organique-eau : 364 cm3 g−1. Ce paramètre, noté Koc, représente le potentiel de rétention de cette substance active sur la matière organique du sol. La mobilité de la matière active est réduite par son adsorption sur les particules du sol.
- Durée de demi-vie : 60 jours. Ce paramètre, noté DT50, représente le potentiel de dégradation de cette substance active, et sa vitesse de dégradation dans le sol.
- Coefficient de partage octanol-eau : 2,91. Ce paramètre, noté log Kow ou log P, mesure l’hydrophilie (valeurs faibles) ou la lipophilie (valeurs fortes) de la substance active.

## Écotoxicologie
Sur le plan de l’écotoxicologie, les concentrations létales 50 (CL50 ou DL50) dont l'ordre de grandeur est indiqué ci-après, sont observées :
- CL50 sur poissons : 7,2 mg L−1,
- CL50 sur daphnies : 22 mg L−1,
- CL50 sur algues : 0,077 mg L−1.

## Toxicité pour l’homme
Sur le plan de la toxicité pour l’homme, la dose journalière admissible (DJA) est de l’ordre de : 0,01 mg kg−1 j−1.